# Onthophagus gibbulus
Espèce
Onthophagus gibbulus est une espèce d'insectes coléoptères présente dans les régions paléarctiques (Europe centrale, Hongrie, Péninsule des Balkans, Ukraine, Asie mineure, Transcaucasie, Syrie, Irak, Turkestan, Mongolie, Sibérie, Chine, Corée).